# Siège d'Osaka
Batailles
Campagne d'hiver
- Imafuku
- Shigino
- Kizugawa
- Toda-Fukushima
- Sanada-Maru

Campagne d'été
- Kashii
- Dōmyōji
- Yao
- Wakae
- Tennōji

Le siège d'Osaka (大坂の陣, Ōsaka no jin) est une série de batailles livrées par le shogunat Tokugawa afin de détruire le clan Toyotomi. Il dure de 1614 à 1615 et est divisé en deux parties distinctes : campagne d'hiver (大坂冬の陣, Ōsaka fuyu no jin) et campagne d'été (大坂夏の陣, Ōsaka natsu no jin).

## Contexte
Quand Hideyoshi Toyotomi meurt en 1598, il laisse l'administration du Japon au Conseil des cinq Anciens, parmi lesquels Ieyasu Tokugawa est celui qui possède la plus grande autorité. Après avoir vaincu les autres régents menés par Mitsunari Ishida lors de la bataille de Sekigahara, Ieyasu contrôle de facto le Japon, et initie le shogunat Tokugawa à Edo en 1603. L'objectif politique d'Ieyasu est de mettre en place un régime permanent et stable, et le fait que le clan Toyotomi soit nominalement supérieur à lui devient un problème.

## Déroulement

### Campagne d'hiver

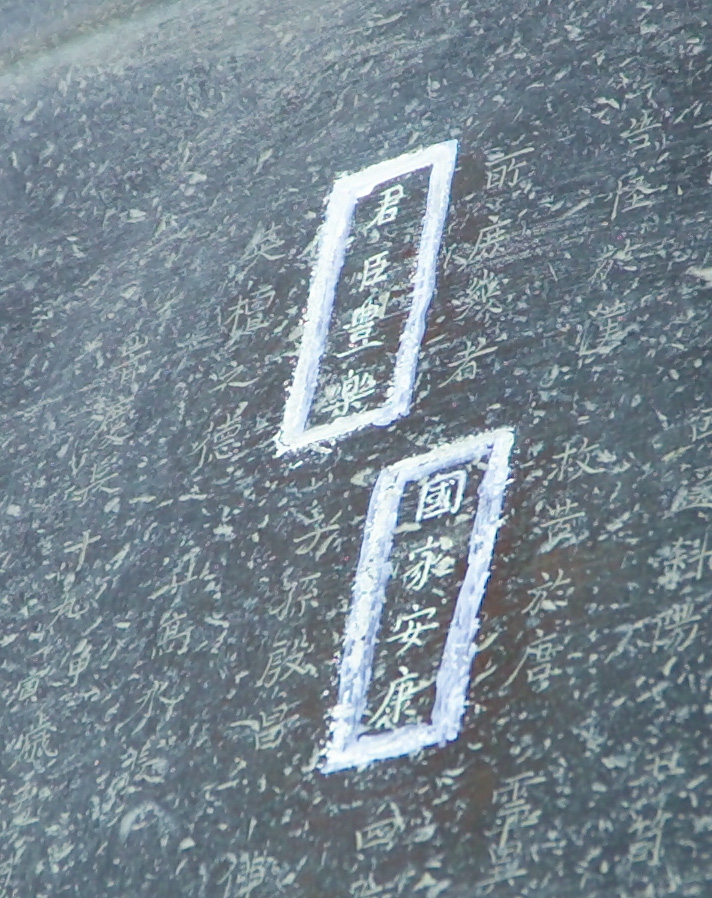
Inscription sur une cloche du Hōkō-ji (Kyoto)

En 1614, le clan Toyotomi reconstruit le château d'Ōsaka et un sanctuaire proche. Les rénovations incluent une cloche, sur laquelle se trouve une inscription disant : « Puisse l'État être pacifique et prospère ; à l'Est il salue la pâle lune, et dans l'Ouest fait ses adieux au soleil couchant. » Ieyasu Tokugawa, dont le siège du pouvoir se trouve dans les provinces orientales, interprète ceci comme une insulte, et la tension commence à grimper entre le shogunat nouvellement établi et le clan Toyotomi. Elle ne fait qu'augmenter lorsque Hideyori Toyotomi commence à rassembler une force composée de rōnin et d'ennemis des Tokugawa à Ōsaka. En novembre 1614, Ieyasu décide d'empêcher cette force de continuer à grossir, et envoie 194 000 hommes à Ōsaka.
Le siège débute le 19 novembre, quand Ieyasu conduit trois mille hommes de l'autre côté de la rivière Kizugawa, détruisant le fort qui s'y trouve. Une semaine plus tard, Ieyasu attaque le village d'Imafuku avec mille cinq cents hommes, contre six cents défenseurs. Avec l'aide d'une escouade d'arquebusiers, il remporte une nouvelle victoire. Un certain nombre de petits forts et villages sont attaqués avant que le siège du château d'Ōsaka lui-même commence le 4 décembre.
Sanada-maru est une barbacane défendue par Yukimura Sanada et sept mille hommes. Les armées du shogun sont repoussées à plusieurs reprises. Sanada et ses hommes lancent un certain nombre d'attaques contre les lignes de siège, et parviennent à les briser trois fois. Tokugawa décide alors d'utiliser l'artillerie et amène trois cents canons, ainsi que des hommes pour creuser sous les murs. Le 22 janvier, le siège hivernal prend fin, Hideyori Toyotomi promettant de ne pas lever de rébellion, et autorisant le comblement des douves du château d'Ōsaka.
Alors que la campagne d’été est bien documentée graphiquement, il n'existe qu'une seule représentation du siège d'hiver permettant de comprendre l'agencement des troupes ainsi que l’état du château à ce moment.

### Campagne d'été
En avril, le shogun apprend que le clan Toyotomi est en train de rassembler encore plus de troupes qu'en novembre, et qu'il essaie de faire arrêter le comblement de la douve. Les forces de Toyotomi (appelées l'armée de l'Ouest) commencent à engager le combat avec des contingents de l'armée de l'Est (celle du shogun) près d'Ōsaka. Le 29 avril, ils attaquent le château de Wakayama, une forteresse côtière appartenant à Asano Nagaakira, un allié du shogun. Les hommes d'Asano sortent du château, attaquent les envahisseurs et les repoussent. Au début de juin, l'armée du shogun arrive, avant que Hideyori Toyotomi fasse sécuriser toutes les terres qui peuvent être utilisées contre eux. À Dōmyōji, le 6 juin, deux mille six cents de ses hommes attaquent vingt-trois mille hommes de l'armée de l'Est. 
Le commandant des hommes de Hideyori à cette bataille, Gotō Mototsugu, tente une retraite dans le brouillard après avoir longuement affronté les troupes ennemies. Il est dit qu'il fit preuve d'un grand héroïsme, chevauchant pendant plusieurs heures et pourfendant des dizaines d'ennemis avec sa lance. Il est blessé par une balle perdue alors qu'il changeait de monture, et, paralysé par la douleur, Gotō Matabei Mototsugu se fait seppuku. Son kaishakunin fuit avec sa tête en pleurant[réf. nécessaire]. Sans leur commandant, la bataille est perdue pour les samouraïs de Goto.
Après une autre série de batailles et de victoires du shogunat dans les environs d'Ōsaka, la campagne d'été s'achève avec la bataille de Tennōji. Hideyori tente une opération de type « marteau et enclume », durant laquelle cinquante-cinq mille hommes iraient attaquer le centre de l'armée de l'Est, tandis qu'une seconde force de seize mille cinq cents hommes les contourneraient pour attaquer par l'arrière, un autre contingent étant laissé en réserve. L'armée d'Ieyasu Tokugawa est conduite par son fils Hidetada et compte environ cent cinquante-cinq mille hommes. Ils se déplacent en quatre lignes parallèles, se préparant à faire leurs propres manœuvres.
Des erreurs des deux côtés manquent de ruiner la bataille, des rōnin de Hideyori se séparant du groupe principal et des forces de réserve de Hidetada bougeant sans ordre de la force principale. À la fin, cependant, le commandant de Hideyori, Yukimura Sanada, est tué, détruisant le moral de l'armée de l'Ouest. La petite troupe sous le commandement direct de Hideyori sort trop tard du château d'Ōsaka, et est immédiatement repoussée à l'intérieur, sans avoir le temps de mettre sur pied une défense efficace.  
Le château est vite en flammes et pilonné par des tirs d'artillerie. Hideyori Toyotomi se fait seppuku et la dernière grande révolte contre le shogunat Tokugawa pour les deux cent cinquante ans qui suivent est réprimée.
Après l'effondrement du château, Tokugawa Hidetada ordonne à ses hommes d'aller chercher le précieux Daishō de Azai Nagamasa, Azai Ichimonji, le dernier souvenir qu'avait laissé son père à Gō-hime (épouse de Hidetada, Midai-dokoro), perdu quelque part dans les gravats. À la surprise générale, le Shōgun leur hurle dessus, car ils avaient l'intention d'abandonner ces lames. Malheureusement, les Azai Ichimonji furent perdues par la suite, seules des répliques sont parvenues à l'époque moderne[réf. nécessaire].

## Après le siège
Le fils de Hideyori, Toyotomi Kunimatsu (en), âgé de 8 ans, est capturé et décapité à Kyoto. La légende veut qu'il ait courageusement critiqué Ieyasu pour sa trahison et ses brutalités envers le clan Toyotomi. Naahime, la fille de Hideyori, échappe à la mort. Elle deviendra une nonne bouddhiste au Tōkei-ji de Kamakura. La tombe de Hideyoshi est vandalisée, ainsi que le Toyokuni-jinja. Chōsokabe Morichika est décapité le 11 mai; son acolyte Ono Harunaga est mis à mort le 27 juin. Les forces Tokugawa se rendent complices de pillages et de viols à la fin du siège.

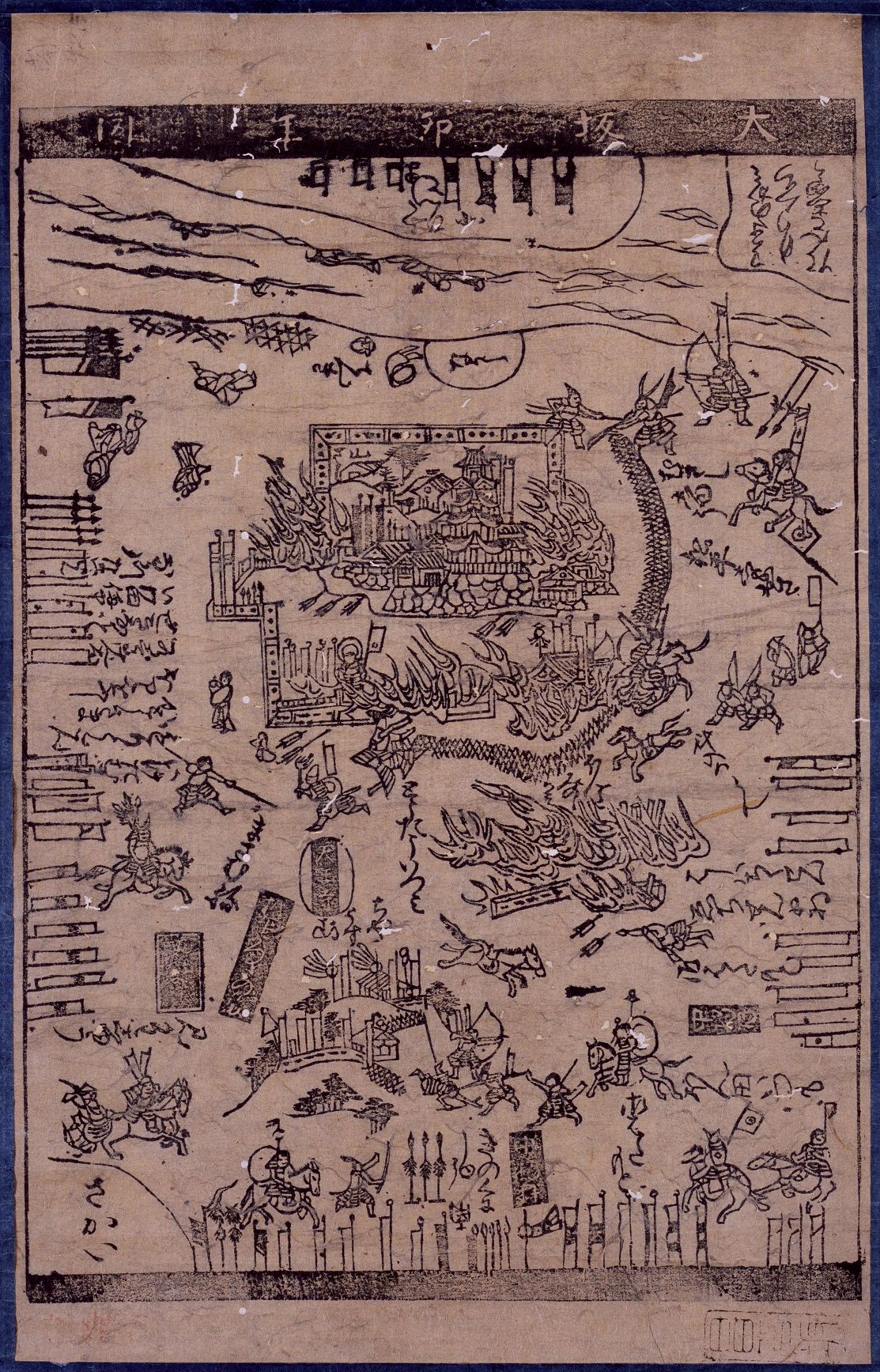
Un des plus anciens kawaraban vendu à l'époque d'Edo, représentant la chute du château d'Osaka

Le bakufu obtint 650 000 koku à Osaka et entreprit de reconstruire le Château. On fit de la ville un han et on le concéda à Matsudaira Tadayoshi. Toutefois, en 1619, le shogun transforma le Domaine d'Osaka en Osaka Jodai et le plaça sous le commandement d'un bugyō, qui ne répondait directement qu'au shogun. Cependant, quelques daimyō, dont Naitō Nobumasa (Château de Takatsuki, Province de Settsu, 20,000 koku) et Mizuno Katsushige (Yamato Koriyama, Province de Yamato; 60,000 koku) vinrent s'installer à Osaka.
Le clan Toyotomi est démantelé.
Le shogun promulgue plusieurs lois dont ikkoku ichijō (一国一城)  (une province ne peut héberger qu'un château) et Bukeshohatto (dite Loi de Buke: un daimyō ne peut avoir qu'un château. La permission du shogun est nécessaire avant toute réparation ou nouvelle construction au château. Plusieurs châteaux seront détruits à cause de cette loi).
Enfin, la santé de Ieyasu déclinait rapidement à la suite des blessures qu'il avait reçues. Le 1er juin 1616, il mourut laissant un nouveau régime à ses descendants.

## Liste des batailles

Le siège d'Osaka

### Campagne d'hiver
- Bataille d'Imafuku
- Bataille de Shigino
- Bataille de la Kizu-gawa
- Bataille de Toda-Fukushima
- Siège de Sanada-maru

### Campagne d'été
- Bataille de Kashii
- Bataille de Dōmyōji
- Bataille de Yao
- Bataille de Wakae
- Bataille de Tennōji